# Mary Beale
Mary Beale (Barrow, Suffolk, krštena 26. ožujka 1633. – London, pokopana 8. listopada 1699.) bila je engleska slikarica.

## Životopis
Rođena je Mary Cradock 1633. godine, prvo dijete supruge lokalnog rektora. Sa sigurnošću se ne zna tko ju je uputio u slikanje, ali najvjerojatniji kandidat je engleski slikar Robert Walker (1599. – 1658.). 1652. godine ona i Charles Beale, mladić koji je s njom dijelio zanimanje za umjetnost, vjenčali su se. Oni su ostali sretan par tijekom cijelog života, što je uključivalo i odgoj dva sina.
Nakon što su se Mary i njezin muž preselili u London, posebno su se dobro sprijateljili sa slikarom Peterom Lily. Postao je štovatelj njezinog rada i omogućio joj je da slika kopije djela u svojoj zbirci. 1663. napisala je "Observations by MB", tekst koji objašnjava kako slikati marelice, što je trenutno najstariji poznati dokument na engleskom jeziku o slikarstvu koje je napisala žena. Mnogo je klijenata posjetilo njezin studio, što ju je učinilo jednom od najuspješnijih profesionalnih slikarica svoje dobi.